# Сисейкин, Фёдор Дмитриевич
Фёдор Дмитриевич Сисейкин (2 марта 1914, Лечищево, Московская губерния — 29 апреля 1979, Калининград, Московская область) — советский военнослужащий, участник Великой Отечественной войны, Герой Советского Союза.

## Биография
Родился 2 марта 1914 года в деревне Лечищево (ныне — Истринский район Московской области). Окончил 4 класса. Жил и работал в колхозе в селе Алехново (Истринский район). В 1934—1937 служил в РККА, сержант запаса.
Участник Великой Отечественной войны с июня 1941 года.
25 февраля 1943 года во время Жиздринской операции командир пулеметного расчета 40-го гвардейского стрелкового полка (11-я гвардейская стрелковая дивизия, 11-я гвардейская армия, Западный фронт) гвардии сержант Сисейкин в бою в районе деревень Дмитровка — Андреево-Палики Орловской области (ныне — в Людиновском районе Калужской области) уничтожил из захваченного немецкого пулемёта 25 гитлеровцев. 26 февраля 1943 года пробрался к дзоту врага и связкой гранат взорвал его, затем долго держал оборону, уничтожил 68 немцев и был тяжело ранен.
Указом Президиума Верховного Совета СССР «О присвоении звания Героя Советского Союза начальствующему и рядовому составу Красной Армии» от 19 июня 1943 года за «образцовое выполнение боевых заданий командования на фронте борьбы с немецкими захватчиками и проявленные при этом отвагу и геройство» удостоен звания Героя Советского Союза с вручением ордена Ленина и медали «Золотая Звезда».
После войны несколько лет работал в своём селе председателем колхоза «Красный Перекоп». Впоследствии жил и работал в городе Калининграде (Московская область).
Умер 29 апреля 1979 года. Похоронен на кладбище села Бужарово Истринского района.

## Память
Подвиг пулемётчика облетел всю дивизию. Поэт Лев Ошанин в те дни опубликовал в газете «За Родину» стихотворение, посвящённое Сисейкину:

Федя Сисейкин -
простое имя,
Такой невысокий,
тихий такой,
Ничем не приметный
между другими, -
Кто мог подумать,
что он герой?